# جوز بوليفي
جوز بوليفي (الاسم العلمي:Juglans boliviana) هو نوع من النباتات يتبع جنس الجوز من الفصيلة الجوزية.